# St. Peter und Paul (Entenberg)

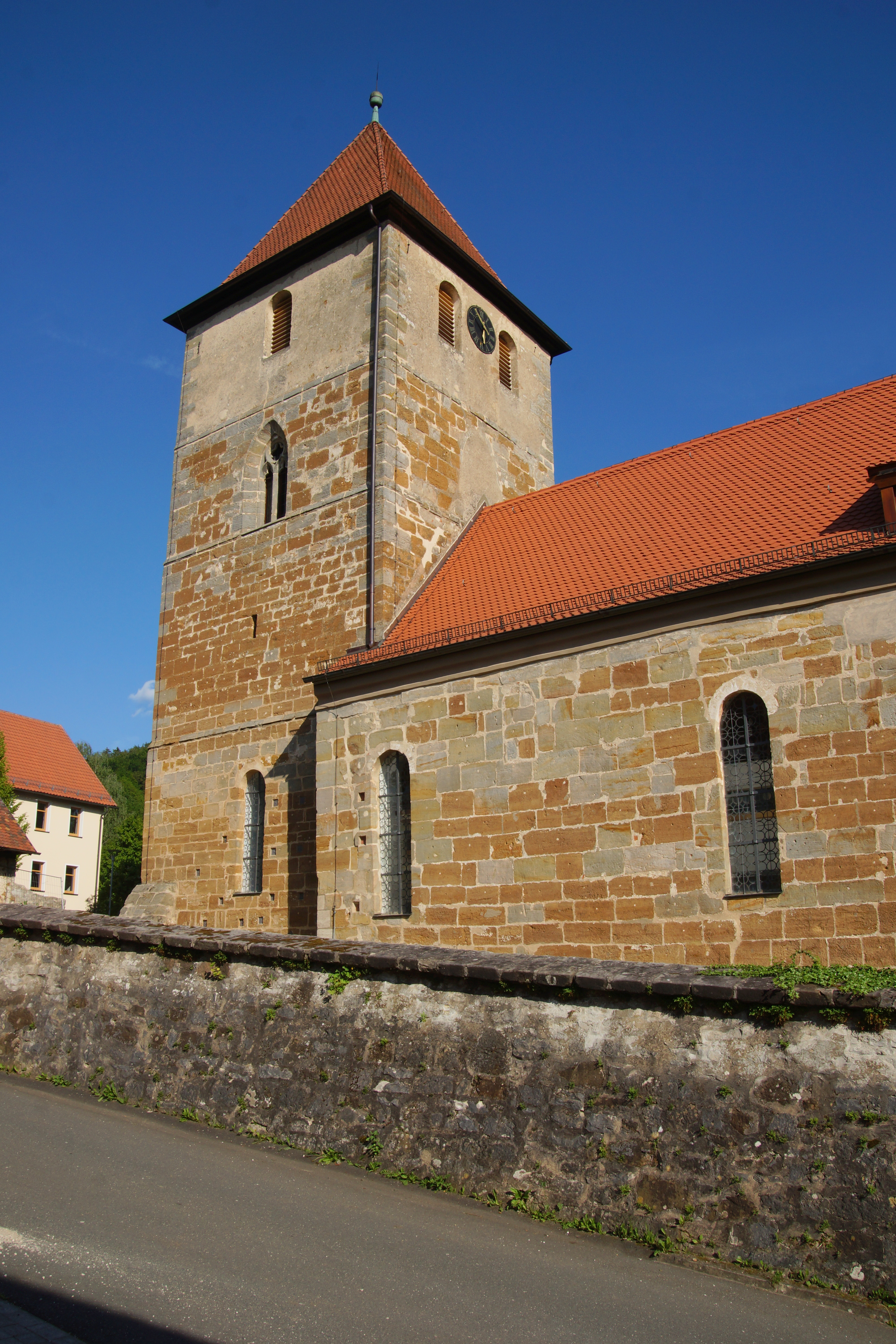
Evangelisch-lutherische Pfarrkirche Sankt Peter und Paul

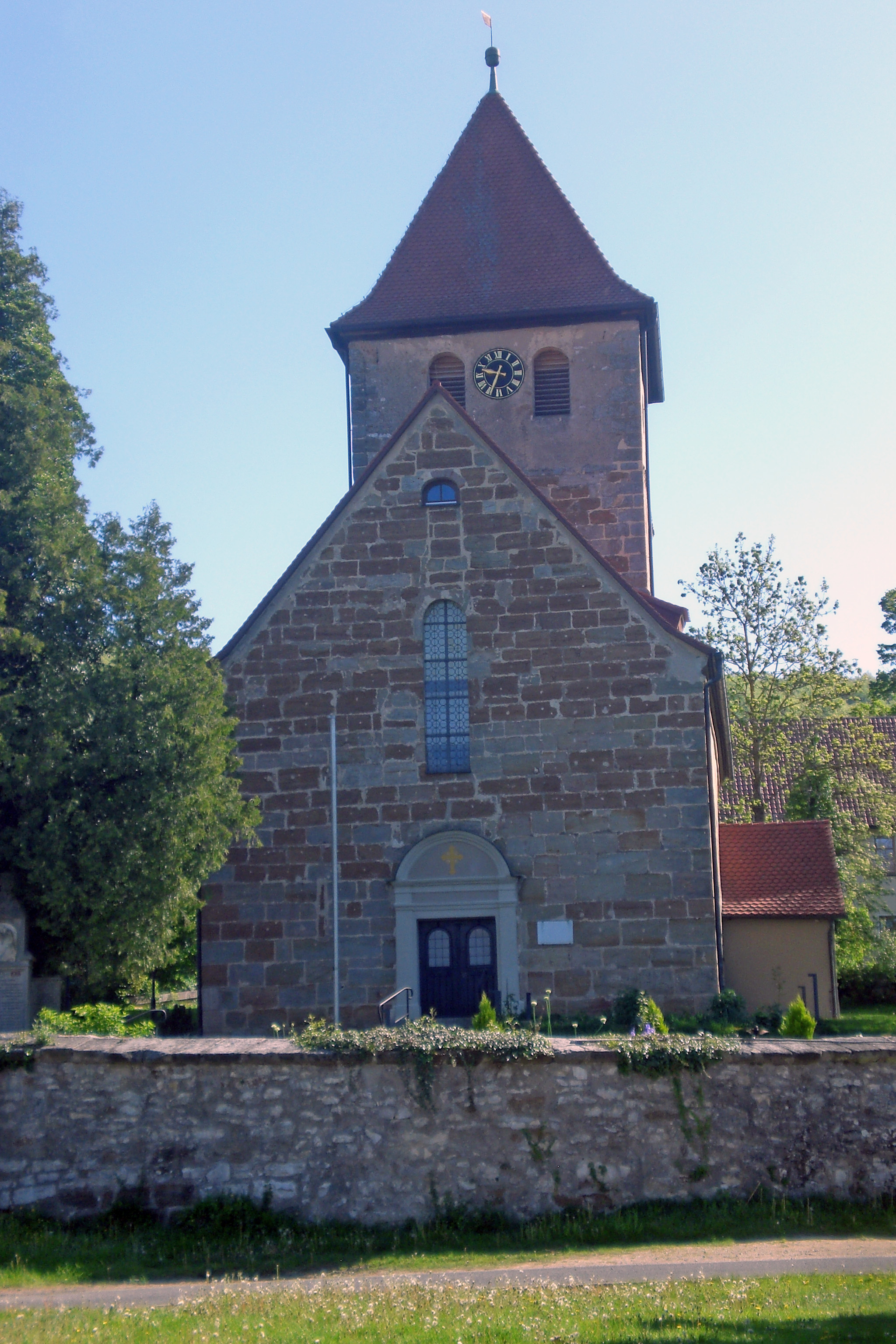
Kirche, Frontansicht (2024)

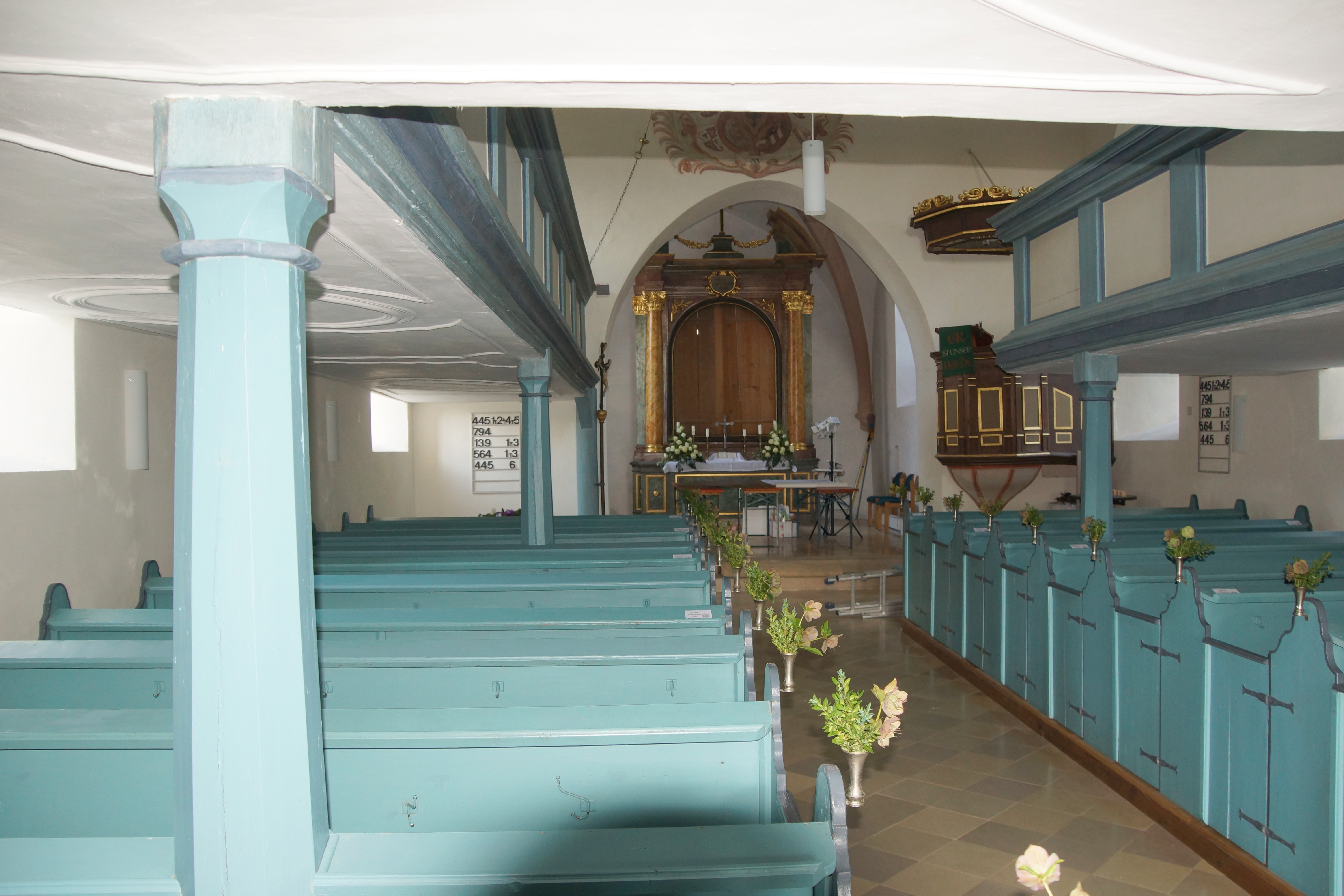
Innenansicht

Die Kirche St. Peter und Paul ist die evangelisch-lutherische Pfarrkirche in Entenberg, einem Ortsteil der mittelfränkischen Gemeinde Leinburg. Sie liegt im Nordwesten des Ortskerns, prägt das Orts- und Landschaftsbild von Entenberg und ist das bedeutendste Baudenkmal des Dorfes.

## Geschichte
Das Langhaus des Sakralbaus stammt im Kern aus dem 13. Jahrhundert, der Chorturm aus dem 14. Jahrhundert. Der Innenraum des Chors ist mit einem tief heruntergezogenen Kreuzrippengewölbe ausgestattet.
Ab 1723 wurde die mittelalterliche Kirche erneuert. Das Deckengewölbe des Langhauses wurde mit einer Stichbogentonne überspannt und an drei Seiten mit Emporen versehen. Das Langhaus ist vom Chor durch eine vorgelagerte Querwand getrennt.
An die Wand über dem Torbogen wurde 1723 von Johann Christoph Reich das Wappen der fünf Nürnberger Landpfleger abgebildet. Der Kirchenaltar wurde von Christoph Wildt im Jahre 1730 gefertigt.
Die Kirche besteht aus Sandsteinquadern und ist von einer umlaufenden Kirchhofmauer aus Sandstein umgeben, die wahrscheinlich im 14. Jahrhundert errichtet wurde.